# فرناندينيو
فرناندو لويز روزا (بالبرتغالية: Fernandinho‏) هو لاعب كرة قدم برازيلي، يلعب في مركز الوسط الدفاعي. كان يلعب مع نادي شاختار دودونيتسك ثم انتقل إلى نادي مانشستر سيتي مقابل 22 مليون جنيه استرليني. ورغب اللاعب في الانتقال إلى الدوري الإنجليزي الممتاز لتعزيز أماله في التواجد ضمن تشكيلة منتخب البرازيل في نهائيات كأس العالم 2014 وتم تمديد عقدة مع نادي مانشستر سيتي إلى 2020 .